# Blackthorne (gruppo musicale)
I Blackthorne furono un supergruppo musicale heavy metal statunitense formato nel 1992 a Los Angeles.

## Storia
I Blackthorne furono un supergruppo fondato dall'ex chitarrista dei Balance e Meat Loaf Bob Kulick a seguito dello scioglimento della sua band precedente, i Skull. La formazione segnò il ritorno del cantante Graham Bonnet, già noto per la sua militanza in band come Rainbow, M.S.G. e Alcatrazz. Ad aggiungersi alla formazione fu anche il tastierista degli Alcatrazz Jimmy Waldo, l'ex bassista di Quiet Riot, Giuffria e House of Lords Chuck Wright e l'ex batterista dei White Lion e Anthrax Greg D'Angelo. Quest'ultimo ebbe breve durata nella formazione e venne presto sostituito da Frankie Banali, ex batterista dei Quiet Riot, W.A.S.P. e Heavy Bones.
La band trovò un accordo con la Music for Nations in Europa e pubblicò nel 1993 il debutto dal titolo di Afterlife.
Registrato ai Soundchamber Studios di North Hollywood, il disco includeva la reinterpretazione dei Rainbow All Night Long, e vedeva la partecipazione del fratello di Bob, Bruce Kulick (ex Kiss) alla chitarra, in aggiunta l'ex leader degli Autograph Steve Plunkett come corista e compositore di un paio di brani, e l'ex cantante dei Sacred Child Astrid Young. La traccia "Hard Feelings" venne composta in collaborazione con l'ex chitarrista dei Keel Marc Ferrari. L'ex cantante dei Balance e Skull (entrambe band in cui militava Bob Kulick) Dennis St. James contribuì alla composizione del brano "Breaking The Chains". 
Afterlife venne pubblicato solo nel 1994 negli States per la CMC Records, ma il periodo non era dei migliori a causa della pressante ondata grunge, ed il supergruppo finì presto per sciogliersi.
Banali raggiungerà nuovamente i Quiet Riot, Bonnet tornò qualche anno dopo a dedicarsi alla carriera solista pubblicando il disco Underground nel 1997.

## Formazione

### Ultima
- Graham Bonnet – voce
- Bob Kulick – chitarra, cori
- Jimmy Waldo – tastiere, cori
- Chuck Wright – basso, cori
- Frankie Banali – batteria, percussioni

### Ex componenti
- Greg D'Angelo – batteria (1992)

## Discografia

### Album in studio
- 1993 – Afterlife

### Album dal vivo
- 2016 – Don't Kill the Thrill (1992-3-4)